# Mikołaj Wiktoryn Grudziński
Mikołaj Wiktoryn Grudziński herbu Grzymała (ur. ok. 1636 w Grudnej w powiecie poznańskim, zm. 9 lutego 1704 w Szymanowie) – starosta niegrodowy guzowski, golubski i grzybowski, krajczy królowej od 1667 roku.

## Życiorys
Urodził się po 1636 roku. Nie ma informacji o jego dzieciństwie oraz młodości. Po raz pierwszy na kartach historii pojawia się w 1654 roku jako właściciel Miedniewic, już jako „starosta guzowski, golubski i grzybowski”. Dnia 20 lutego 1654 roku król Polski Jan II Kazimierz Waza nadał mu wójtostwo we wsi Wola Miedniewska. Poseł sejmiku średzkiego na sejm 1661 roku. W roku 1661 Mikołaj Wiktoryn Grudziński był dzierżawcą miejscowości: Oryszew, Miedniewice, Drzewicz i Nowa Wieś. Wśród wielu funkcji, jakie sprawował należy wymienić: krajczy królowej od 1667 roku, starosta ujski (ujścicki), starosta pilski, starosta golubski, starosta grzybowski i starosta guzowski. Poseł sejmiku łęczyckiego na sejm 1667 roku. Był elektorem Michała Korybuta Wiśniowieckiego z województwa poznańskiego w 1669 roku. Poseł na sejm nadzwyczajny 1670 roku z ziemi sochaczewskiej. Poseł sejmiku ziemi sochaczewskiej na sejm konwokacyjny 1696 roku.

## Przodkowie i rodzeństwo
Ojcem Mikołaja Wiktoryna Grudzińskiego był Stefan Grudziński (zm. 1640) – starosta ujski (ujścicki), pilecki i bolimowski, ożeniony ok. 1629 roku z Konstancją z Bnina Opalińską (1610–1635) herbu Łodzia – marszałkówną wielką koronną – córką Łukasza Opalińskiego (1581–1654) i Anny z Pileckich (1572–1631) herbu Leliwa. Z tego małżeństwa nie miał dzieci, a Konstancja Grudzińska zmarła w 1635 roku. Stefan Grudziński poślubił w roku 1636 swą drugą żonę Konstancję Urszulę z Konar Kołaczkowską (zm. ok. 1657) herbu Abdank, z którą miał troje dzieci. Jednym z nich był przyszły właściciel dóbr szymanowskich – Mikołaj Wiktoryn Grudziński. Jego rodzeństwo to:
- Zygmunt Grudziński (zm. 1675) – starosta ujski i bolimowski, który był nazywany Stefan Zygmunt Grudzińśki, żonaty z Katarzyną Przyjemską (1639–1681), herbu Rawa, marszałkówną wielką koronną;
- Marianna Jadwiga Grudzińska (zm. 1683) – zamężna w 1650 roku z Janem Dominikiem Działyńskim (zm. 1679), herbu Działyński Hrabia, kasztelanem chełmskim[potrzebny przypis].

## Żony i dzieci
Mikołaj Wiktoryn Grudziński był trzykrotnie żonaty. Pierwszy ślub z Domicyllą Barbarą z domu Szczawińską, I voto Lubomirską odbył się w 1667 roku. Dzięki niej otrzymał w 1667 roku starostwo golubskie. Z tego związku nie było dzieci. Domicylla Grudzińska zmarła w 1676 roku i została pochowana w Jarosławiu w grobie swego pierwszego męża – księcia Konstantego Jacka Lubomirskiego (1620–1663), herbu Lubomirski I Książę. Śmierć żony bardzo dotknęła Mikołaja Wiktoryna Grudzińskiego, stała się także powodem wyruszenia na wyprawę wojenną wraz z królem Janem III Sobieskim pod Wiedeń w 1683 roku, gdzie dosłużył się stopnia generała artylerii. Pozostałością po wiktorii wiedeńskiej została dobra znajomość z królem, który w dniu 27 czerwca 1689 roku został nawet ojcem chrzestnym Jana Kazimierza Benedykta Grudzińskiego – syna Mikołaja Wiktoryna Grudzińskiego i jego żony Zofii z domu Sapieha. Drugą żoną Mikołaja Wiktoryna Grudzińskiego była wspomniana Zofia Barbara Sapieha, herbu Lis, córka Pawła Jana Sapiehy (1609–1665) i Zofii z domu Zienowicz (zm. 1639). Ślub odbył się w 1688 roku. Mikołaj Wiktoryn Grudziński wyjednał jej w 1690 roku dożywocie na starostwie grzybowskim i guzowskim. Z tego małżeństwa narodziło się trzech synów, którzy zmarli zaraz po urodzeniu. W niedługim czasie, około 1694 roku zmarła także i jego żona. Trzeci ślub miał miejsce 19 lutego 1696 roku. Kolejną, a zarazem ostatnią żoną była Lukrecja Katarzyna z Radziwiłłów (zm. 1716), herbu Trąby Odmienne, córka Dominika Mikołaja Radziwiłła (1643–1697) i Anny Marianny Połubińskiej (zm. 1690) herbu Jastrzębiec. Mikołaj przyznał jej w roku 1698 dożywocie na starostwie golubskim. Z tego małżeństwa pochodziła Marianna Grudzińska – jedyne dziecko, które dożyło pełnoletniości i zarazem jedyna dziedziczka majątku. Lukrecja Grudzińska przeżyła swego męża i wyszła za mąż po raz drugi 17 czerwca 1713 roku za Fryderyka Józefa Donhoff (zm. 1723) herbu Denhoff. Należy także wspomnieć, że po śmierci swego pierwszego męża Lukrecja Grudzińska zarządzała całym majątkiem szymanowskim, aż do momentu, gdy jej córka – Marianna Grudzińska uzyskała pełnoletniość i wyszła za mąż za Jakuba Dunina (zm. 1730), herbu Łabędź.

## Dobra ziemskie
Mikołaj Wiktoryn Grudziński był właścicielem rozległych dóbr zwanych szymanowskimi, które w 1667 roku obejmowały folwarki: Szymanów, Skrzelew, Gaj, Piasecznicę, Duninopol, Oryszew, Drzewicz, Miedniewice i Nową Wieś; osadę pasieczną Brzezina; wsie pańszczyźniane: Szymanów, Gaj, Wólkę Piasecką, Topołową, Duninopol, Oryszew, Drzewicz, Miedniewice oraz Nową Wieś. Poza tym do jego własności należały także: „(…) dwie possesye w Warszawie, jedna zwana Golubskie, sytuowana naprzeciw dzisiejszego Kościoła Księży Reformatów przy Senatorskiej ulicy mająca zabudowania, i druga na Solcu, na której był pobudowany magazyn”.

## Kościół i parafia w Szymanowie
Mikołaj Wiktoryn Grudziński był wielkim patriotą i gorliwym katolikiem. To właśnie on powołał do istnienia parafię pod wezwaniem Wniebowzięcia Najświętszej Maryi Panny w Szymanowie. Czy zbudował także budynek kościelny? Najprawdopodobniej tak. Przemawiającym za tym faktem, istotny jest także łaciński napis na frontonie kościoła, gdzie oprócz roku 1668 znajdują się słowa: „SOLI DEO GLORIA ET LAUS”. Po polsku brzmi on „Jedynemu Bogu sława i chwała” i wskazuje na to, że świątynia ta była dedykowana Jedynemu Bogu. Słowo „Jedynemu” zdaje się być tu kluczowym i wskazuje, iż kościół ten był także formą zadośćuczynienia Bogu za błędy protestantyzmu. Rodzina Grudzińskich w znacznej części wyznawała kalwinizm. Nawet dziadek Mikołaja Wiktoryna Grudzińskiego – Zygmunt Grudziński (1560–1618), wojewoda rawski, był kalwinem, który dopiero w wieku 53 lat, czyli w 1613 roku przeszedł na katolicyzm. Czy ojciec Mikołaja Wiktoryna Grudzińskiego był kalwinem, tego nie wiadomo, ale najprawdopodobniej tak, ponieważ najczęściej dzieci wyznają tę samą wiarę co rodzice. Nie da się także odpowiedzieć, czy i Mikołaj Wiktoryn Grudziński na początku nie był kalwinem. Może decyzja dziadka miała znamienny wpływ na dalsze losy całej rodziny. Są to tylko przypuszczenia, ale wiadome jest, że na kartach historii Mikołaj Wiktoryn Grudziński pojawia się jako gorliwy wyznawca należący do Kościoła katolickiego.

## Pałac w Szymanowie
Do szczególnych zasług Mikołaja Wiktoryna Grudzińskiego dla dóbr szymanowskich oprócz powołania do życia parafii w Szymanowie i budowy kaplicy, a następnie kościoła oraz klasztoru reformatów w Miedniewicach, należy także pobudowanie w Szymanowie pałacu. Pewne jest to, że była to główna rezydencja dziedzica, stanowiąca fundament całej jego majętności. Pałac ten: „Był drewniany, na wysokiej podmurówce, parterowy, z czterema narożnymi, dwukondygnacyjnymi alkierzami i kilkoma pokoikami w facyacie typu mezzanino. Nakryty dachem dwuspadowym, gontowym, zaś alkierze zwieńczone wieżyczkami pokrytymi blachą malowaną na kolor miedzi. Ponad dach wyprowadzono 13 kominów. Front skierowany był na północ, ku traktowi warszawskiemu, z widokiem na wodę w dalekiej perspektywie i poprzedzającym go podjazdem. Od wschodu rozciągał się ogród włoski, od zachodu – zwierzyniec.” Właściciel oprócz niego posiadał także okazałe dwory w Oryszewie i Miedniewicach.

## Śmierć
Mikołaj Wiktoryn Grudziński zmarł 9 lutego 1704 roku w pałacu w Szymanowie, mając 69 lat, porażony paraliżem, a cały jego majątek odziedziczyła wdowa Lukrecja z Radziwiłłów Grudzińska. Zgodnie z jego życzeniem pochowany został w podziemiach kościoła w Miedniewicach. Zanim jednak do tego doszło, tymczasowo pochowany został przy kościele w Szymanowie. Stało się tak dlatego, że kościół w Miedniewicach nie był jeszcze ukończony. Istnieje hipoteza, według której Mikołaj Wiktoryn Grudziński przez ten rok spoczywał w podziemiach kościoła parafialnego, dokładnie pod głównym ołtarzem. Powtórny pogrzeb, już w Miedniewicach, odbył się z wielkim rozmachem dnia 9 lutego 1705 roku. Zmumifikowane ciało można oglądać do dziś w podziemiach miedniewickiego kościoła.

## Tradycja
W 2008 roku w szymanowskim kościele wznowiono tradycję odprawiania mszy w rocznice śmierci fundatora parafii oraz jego wnuczki Barbary Urszuli z Duninów Sanguszko (1718–1791). Tradycja ta z pewnymi przerwami sięga najprawdopodobniej XVII wieku. Pewnym jest, iż od 1898 roku (z małymi przerwami) jest prowadzona księga mszy św. tzw. fundacyjnych za dusze: Mikołaja Wiktoryna Grudzińskiego, Kazimierza Grudzińskiego, Franciszka Grudzińskiego oraz Barbarę Sanguszko.